# Borje pri Mlinšah
Borje pri Mlinšah este o localitate din comuna Zagorje ob Savi, Slovenia, cu o populație de 35 de locuitori.